# فلوی
فلوی (به فرانسوی: Flévy) یک کمون در فرانسه است که در Canton of Vigy واقع شده‌است.

## خصوصیات
فلوی ۱۱٫۵۸ کیلومترمربع مساحت و ۴۹۴ نفر جمعیت دارد و ۲۰۹ متر بالاتر از سطح دریا واقع شده‌است.